# Psilonychus
Psilonychus  es un género de coleópteros escarabeidos.

## Especies
- Psilonychus barkeri
- Psilonychus deridens
- Psilonychus perturbator